# Улашанівка (Шепетівський район)
Улаша́нівка (Бараннє, Бараннє-Улашанівка, пол. Ułaszanówka) — село в Україні, адміністративний центр Улашанівської сільської громади Шепетівського району Хмельницької області. Населення становить 1308 осіб. До 2018 року — орган місцевого самоврядування — Улашанівська сільська рада.

## Географія
Селом тече річка Гнилий Рів, права притока Горині.

## Історія
Вперше у документах село згадується з 1602 року.
Станом на кінець XIX століття налічувалось 81 домогосподарств та  559 жителів. Мурована церква, збудована у 1875 році. Мешканці села займалися переважно каменярством.
У 1906 році село перебувало в складі Славутської волості Заславського повіту Волинської губернії. Відстань від повітового міста 25 верст, від волості 14. Дворів 107, мешканців 648.
7 (20) листопада 1917 року, відповідно до Третього Універсалу Української Центральної Ради, увійшло до складу Української Народної Республіки.
У селі у 1941 році створено декілька підпільних груп, які незабаром були об'єднані в одну, і діяли разом з Стриганською підпільною організацією. Група поповнювала партизанський загін імені Михайлова.
За участь у Другій світовій війні, нагороджено орденами і медалями СРСР 110 фронтовиків і 68 учасників радянського партизанського руху.
Станом на 1970 рік у селі діяли восьмирічна та початкова школи, клуб, бібліотека; працював фельдшерсько-акушерський пункт, швейна майстерня.
В Улашанівці знаходилася центральна садиба колгоспу, одного з найбільших господарств колишнього Славутського району, що спеціалізувалося на виробництві м'яса. У колгоспі оброблялися 3 тисячі га орної землі.
27 вересня 2018 року утворена Улашанівська сільська громада, до якої приєднана Улашанівська сільська рада.
12 червня 2020 року, відповідно до розпорядження Кабінету Міністрів України № 727-р «Про визначення адміністративних центрів та затвердження територій територіальних громад Хмельницької області», увійшло до складу Улашанівської сільської територіальної громади.
19 липня 2020 року, в результаті адміністративно-територіальної реформи та ліквідації Славутського району, село увійшло до складу новоутвореного Шепетівського району.

## Населення
Згідно з переписом УРСР 1989 року чисельність наявного населення села становила 1648 осіб, з яких 767 чоловіків та 881 жінок.
За переписом населення України 2001 року в селі мешкали 1433 особи.

### Мова
Розподіл населення за рідною мовою за даними перепису 2001 року:
| Мова       | Відсоток |
| ---------- | -------- |
| українська | 98,83 %  |
| російська  | 0,97 %   |
| молдовська | 0,21 %   |

## Економіка
У листопаді 2018 року у селі відкрити нові виробничі потужності ТОВ НВК «Екофарм». Виробничі потужності створеного комбінату дозволяють проводити екстракцію рослинної сировини, виробляти настійки, сиропи, ін'єкційні форми, очні і назальні краплі, а також мазі та капсульні форми препаратів. Крім цього на підприємстві створені складські приміщення для зберіганню сировини і готової продукції, а також відділ контролю якості.

## Символіка
Символіка затверджена 29 червня 2016 року рішенням № 18 VIII сесії сільської ради VII скликання. Авторами є  В. М. Напиткін, К. М. Богатов.

### Герб
Щит скошений зліва червоним і золотим. На першій частині золота відірвана голова лошатка вліво, на другій — червона відірвана голова ягнятка. Щит вписаний в золотий декоративний картуш і увінчаний золотою сільською короною. Внизу картуша напис «Улашанівка».
Лошатко — символ легенди про походження назви села; ягня — знак назви частини села «Бараннє».

### Прапор
Квадратне полотнище розділене від древка по висхідній діагоналі на червоне і жовте поля. На древковій частині жовта голова лошатка, на вільній — червона голова ягнятка, обернені одна до одної.

## Відомі особистості
- Марковський Володимир Геннадійович (1988—2015) — капітан, командир роти, загинув 20 січня 2015 року під час бою з російськими збройними формуваннями в районі міжнародного аеропорту «Донецьк» імені Сергія Прокоф'єва.
- Тимощук Сергій Григорович (1972—2014) — сержант Збройних сил України, учасник російсько-української війни.

## Галерея

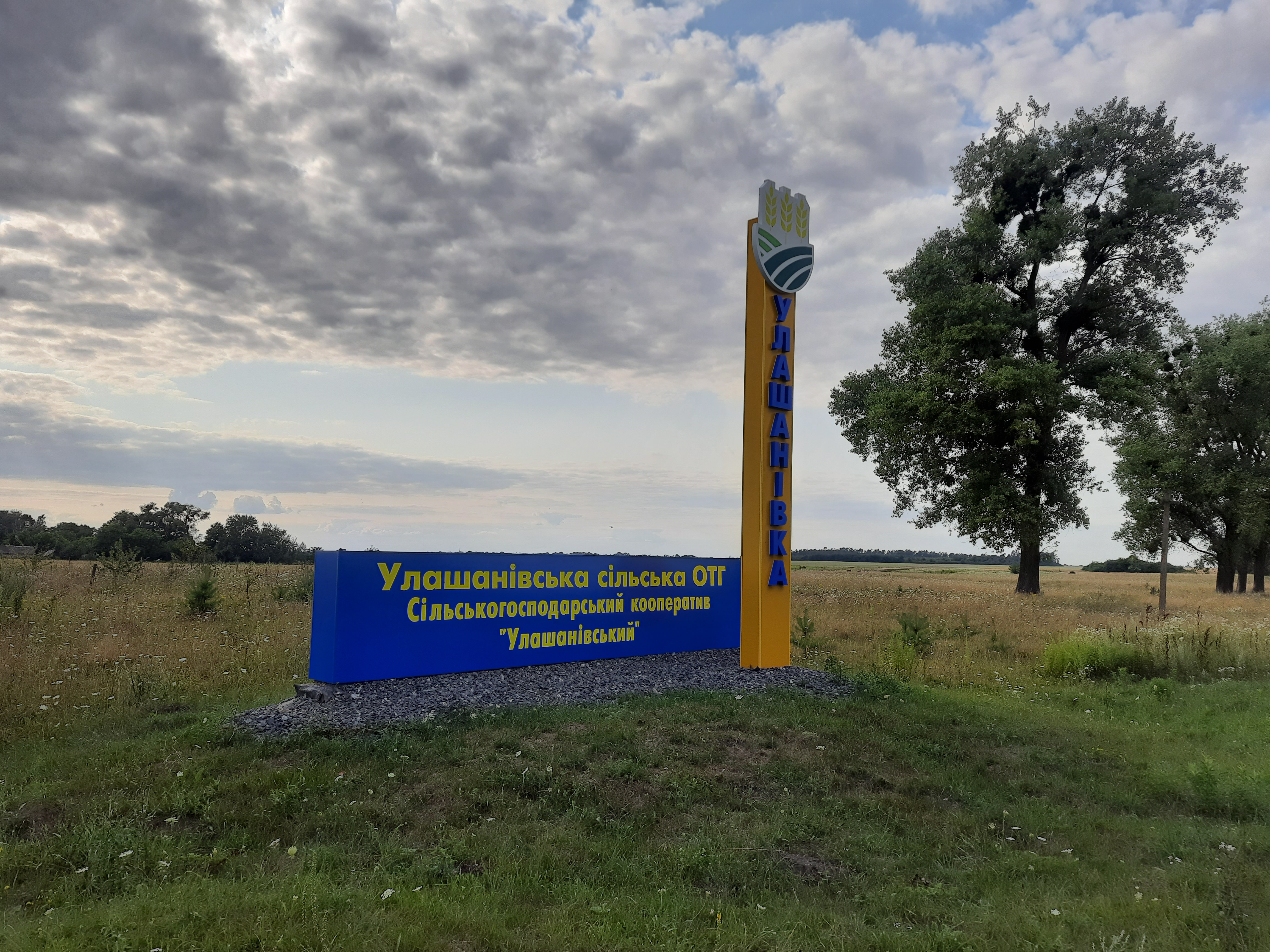
В'їзд у село
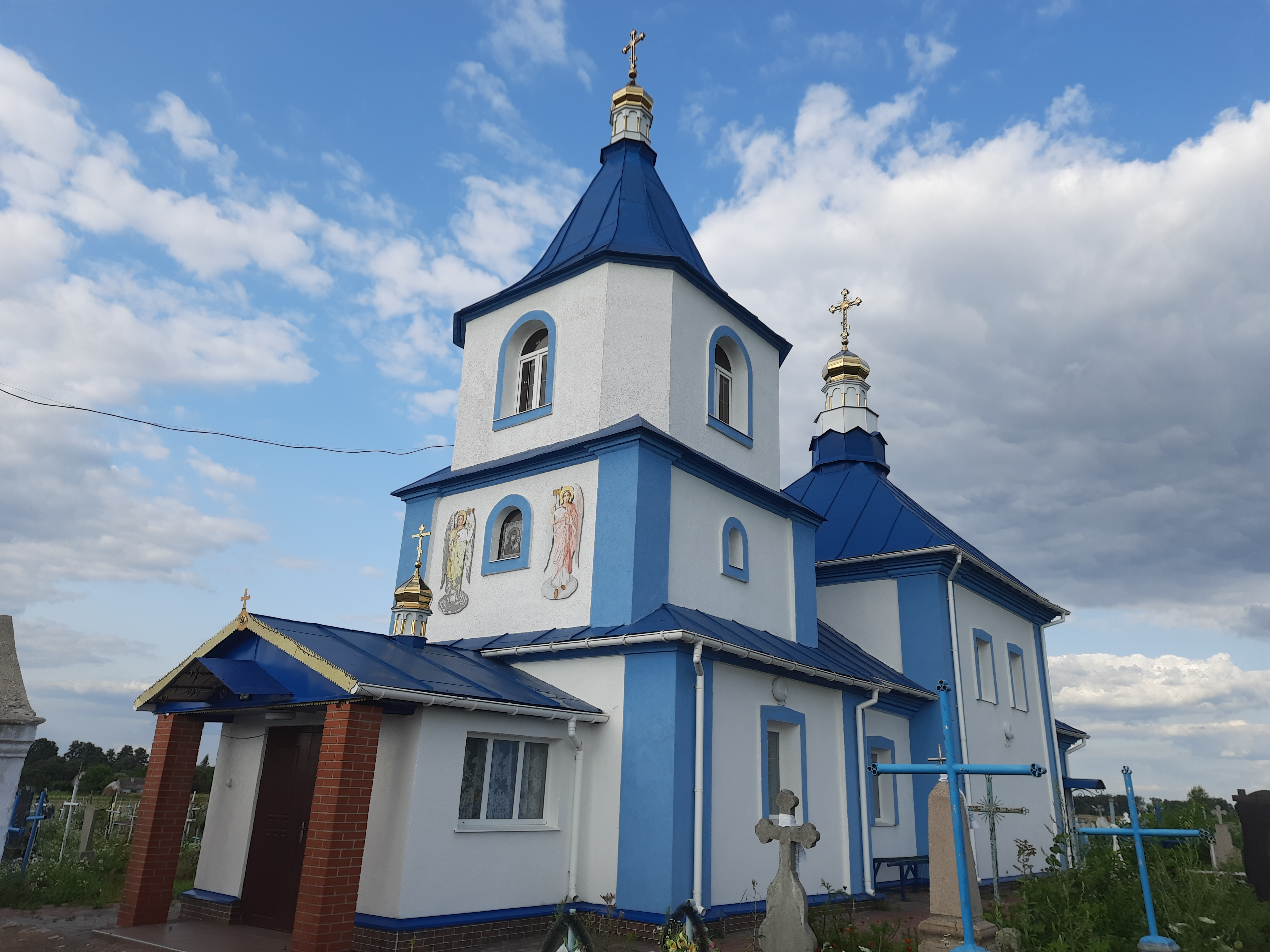
Церква Іоанна Богослова